# 马岌
馬岌（？—354年），五胡十六国時代前涼人物。
馬岌被誉为高尚之士。他在前涼張茂时担任参軍。323年八月，前趙皇帝劉曜率兵二十八万，攻襲凉州，震动河西。馬岌劝张茂亲自去征伐时，長史氾禕大怒，说道：“亡国之人还想要干涉国政以乱大事，应该斩杀馬岌、安定百姓。”馬岌回应道：“氾公書生糟粕之言，有点梗直的小才，全然不考虑国家大计。明公父子两代多年来就想为朝廷翦除刘曜，如今大贼刘曜自己前来，远近之人都想观察明公的举动。当此之时，应当以诚勇的实绩以满足秦州、陇上民望，力虽不足，但情理中应当出城迎敌。”張茂认为马生言之有理。于是出城屯军于石头。前涼平虜将軍陳珍击败劉曜，收复南安，後張茂派使者去见劉曜，向劉曜称臣下，使前趙軍撤退。
一天，張茂召见馬岌，问他：“把劉曜比作古人，他会是谁？”馬岌回答曹孟德。张茂听了回答默然无语。馬岌道：“孟德是公族，劉曜是戎狄。所面临的難易不同，劉曜应该超过孟德。”張茂说：“劉曜也就是呂布、关羽之辈，说曹孟德不及他，是否太過。”馬岌道：“孟德挟天子令諸侯，仗朝廷大義討伐不庭。劉曜一小人，用烏合之衆，建立威名、天下无人能敌。岂能不高出一等。”張茂道：“天生刘曜以滅中國。不能以人事而論。”
張駿時代，馬岌進昇为涼州刺史、酒泉郡太守。酒泉南山有一位名叫宋纖的隐士，他通过钻研经书、緯書，聚集弟子三千多人。馬岌为了见他，摆出威儀，鳴鐃鼓，準備食材，才去他家拜访。宋纖却闭门不出，不肯见面。馬岌嘆息道：“我闻其名，却不见其貌；我仰其德，却不能认其形。从今以后，我知道先生是人中之龙。” 
馬岌告诉張駿说：“酒泉的南山就是崑崙山。相传周穆王见到西王母，樂而忘歸。山上有石室玉堂，有珠玉裝飾，光輝灿烂就像神宮。禹貢崑崙在臨江之西，就是在这里。应该为西王母立祠，使朝廷免于战乱，以求朝廷無疆之福。”張駿同意，立祠祭祀西王母。
張重華時代，馬岌担任左長史。353年十月，張重華患病，派遣馬岌至春坊（世子居所，相当于東宮）。立当時年仅十岁的儿子张耀灵为世子。
張祚時代，馬岌進昇为尚書。当時，災異频发，張祚却毫无节制，淫虐甚为酷烈。馬岌坚决劝谏張祚的行为，激怒了張祚，将他罷免。
354年，後趙将軍王擢归降前涼，被任命为秦州刺史，鎮守隴西，担心他会谋反。这时，馬岌被免罪，重新担任尚书，他和張祚一起计划对付王擢。随后他暗中派人刺杀王擢。被王擢提前发现，未能成功。最后，王擢将其殺害。